# Chiesa di Nostra Signora di Corte
La chiesa di Nostra Signora di Corte è un edificio di culto situato nella campagna del comune di Sindia, provincia di Nuoro, in località Cabu abbas (o Caput aquae, così chiamato per la presenza nel posto di diverse fonti). L'edificio si trova lungo la strada statale 129 bis nel tratto in direzione di Macomer e nelle immediate vicinanze della linea ferroviaria Macomer-Bosa. L’abbazia ospitava i Monaci cistercensi, attualmente il titolo di Abate è in possesso del vescovo di Alghero-Bosa.
La chiesa sorge al di sopra di un complesso preesistente composto da un'abbazia ed un monastero, secondo il Libellus Judicum Turritanorum edificati e consacrati nell'anno 1149 ad opera di una comunità cistercense inviata in Sardegna dall'abate Bernardo di Chiaravalle, fondatore dell'ordine (così considerato, pur non essendolo, in virtù dell'impulso e al nuovo vigore che lui dette all'Ordine) su richiesta del giudice turritano Gonnario Comita de Lacon-Gunale (da qui l'appellativo "de Corte").
Già nel 1458 i due edifici risultavano in stato di grave abbandono; negli anni a venire vennero quasi totalmente smantellati ed i materiali costruttivi vennero riutilizzati «per formare altre chiese dentro il villaggio di Sindia» (Giovanni Spano). Dell'abbazia restano soltanto il coro quadrangolare e la parte meridionale del transetto comunicante con il monastero, dove peraltro si possono ammirare grandi monofore a doppio strombo ed un oculo circolare, eseguiti con pietre magistralmente sagomate e combinate.
La chiesa tuttora presente venne edificata intorno al 1600.

## Galleria d'immagini

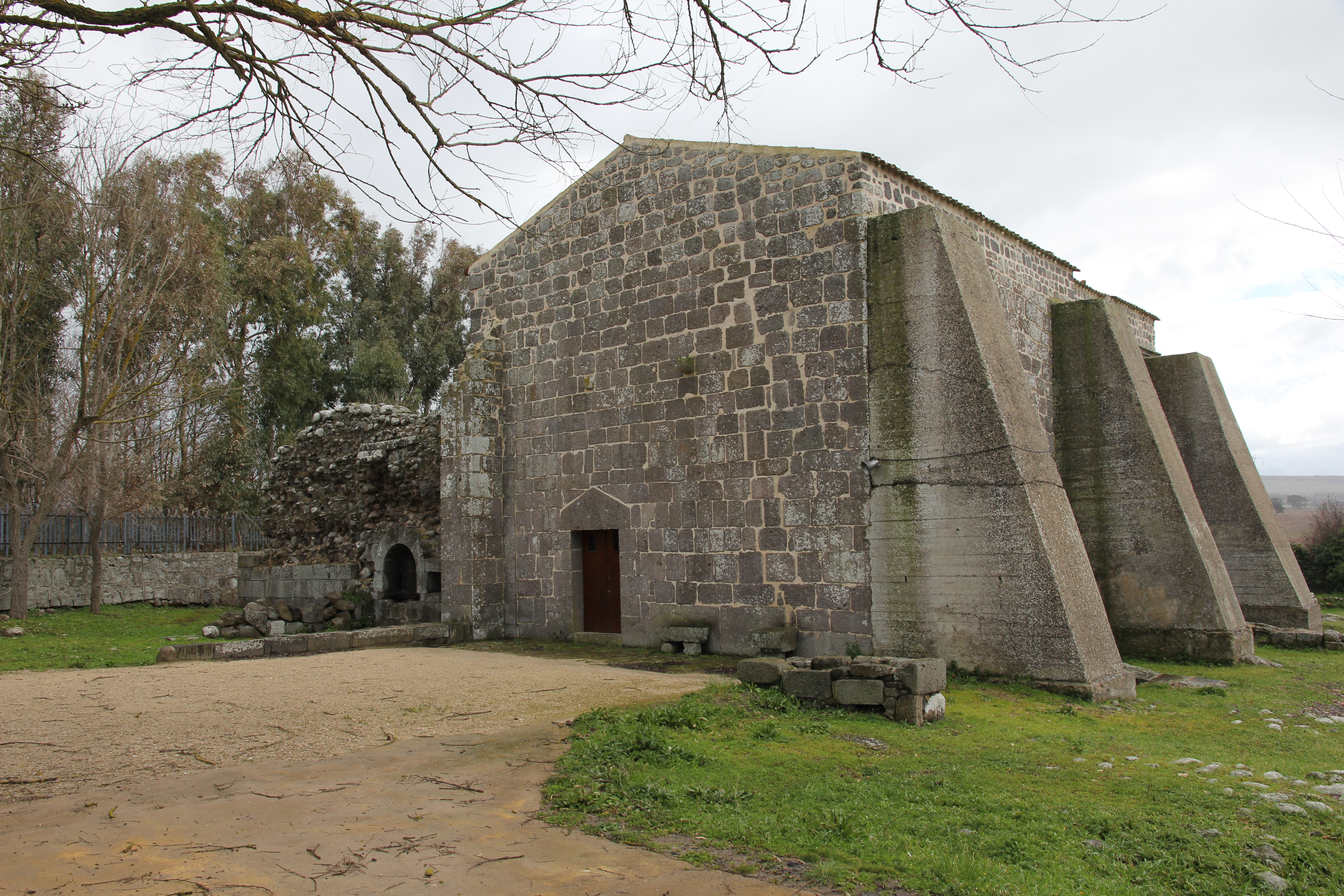
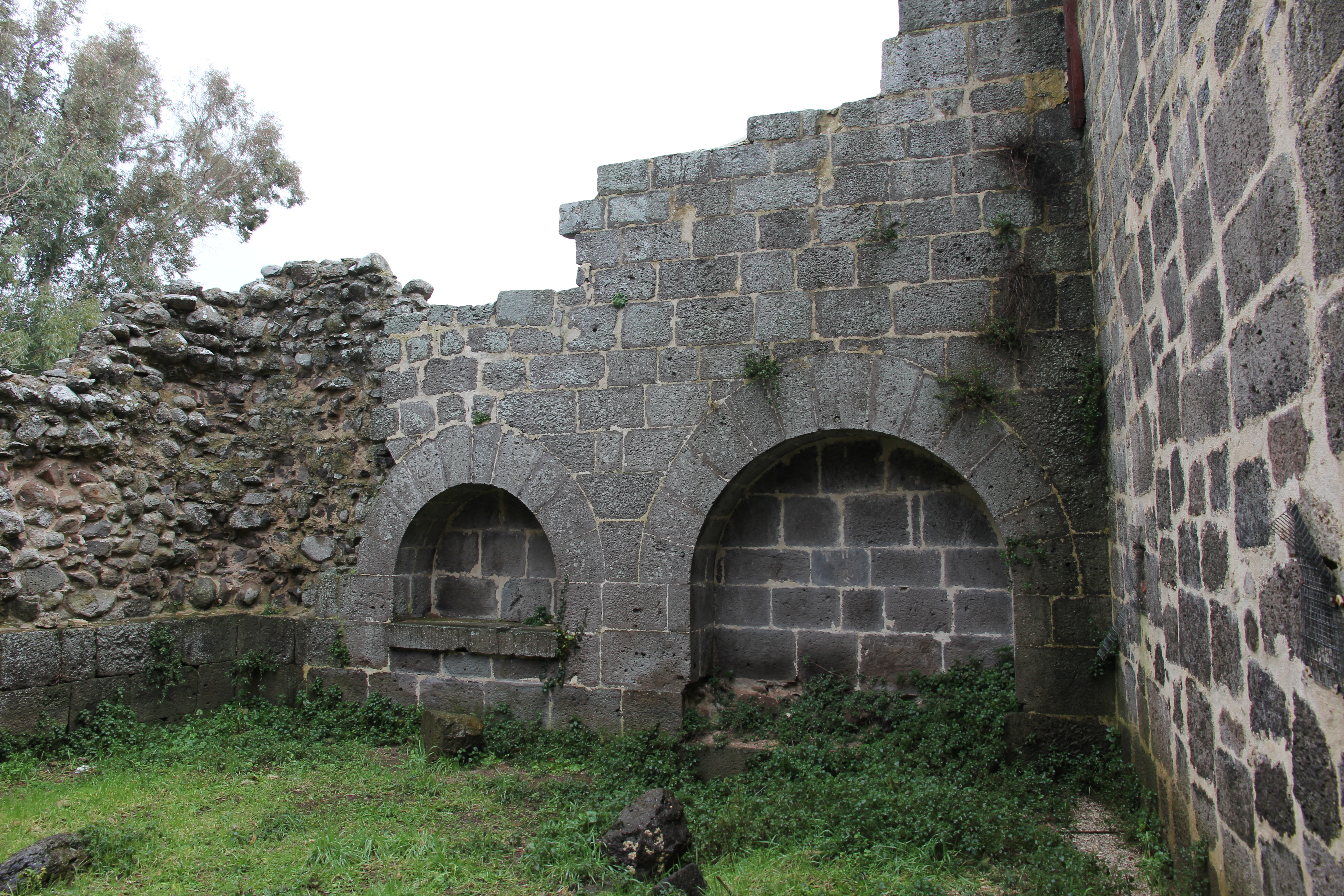
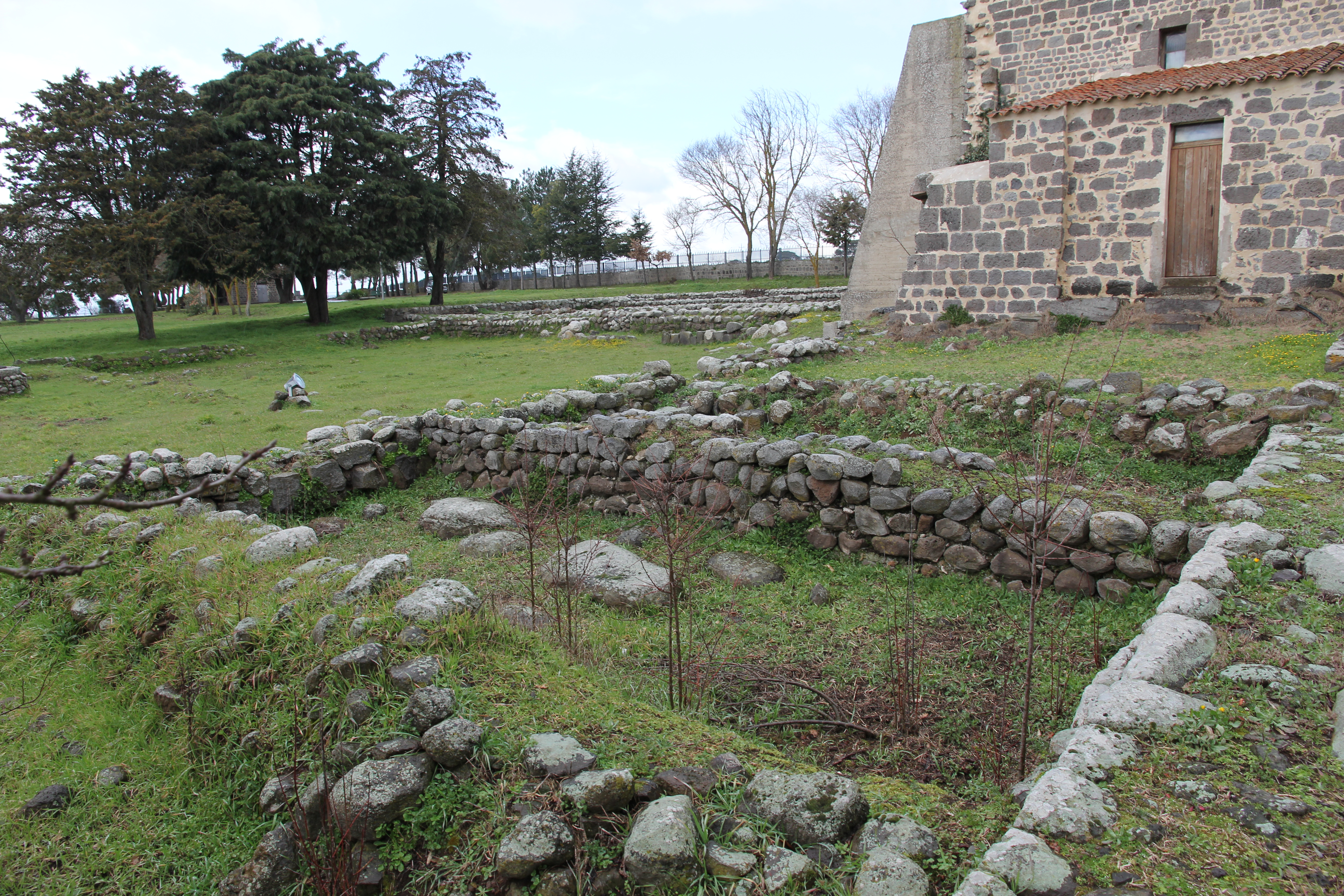
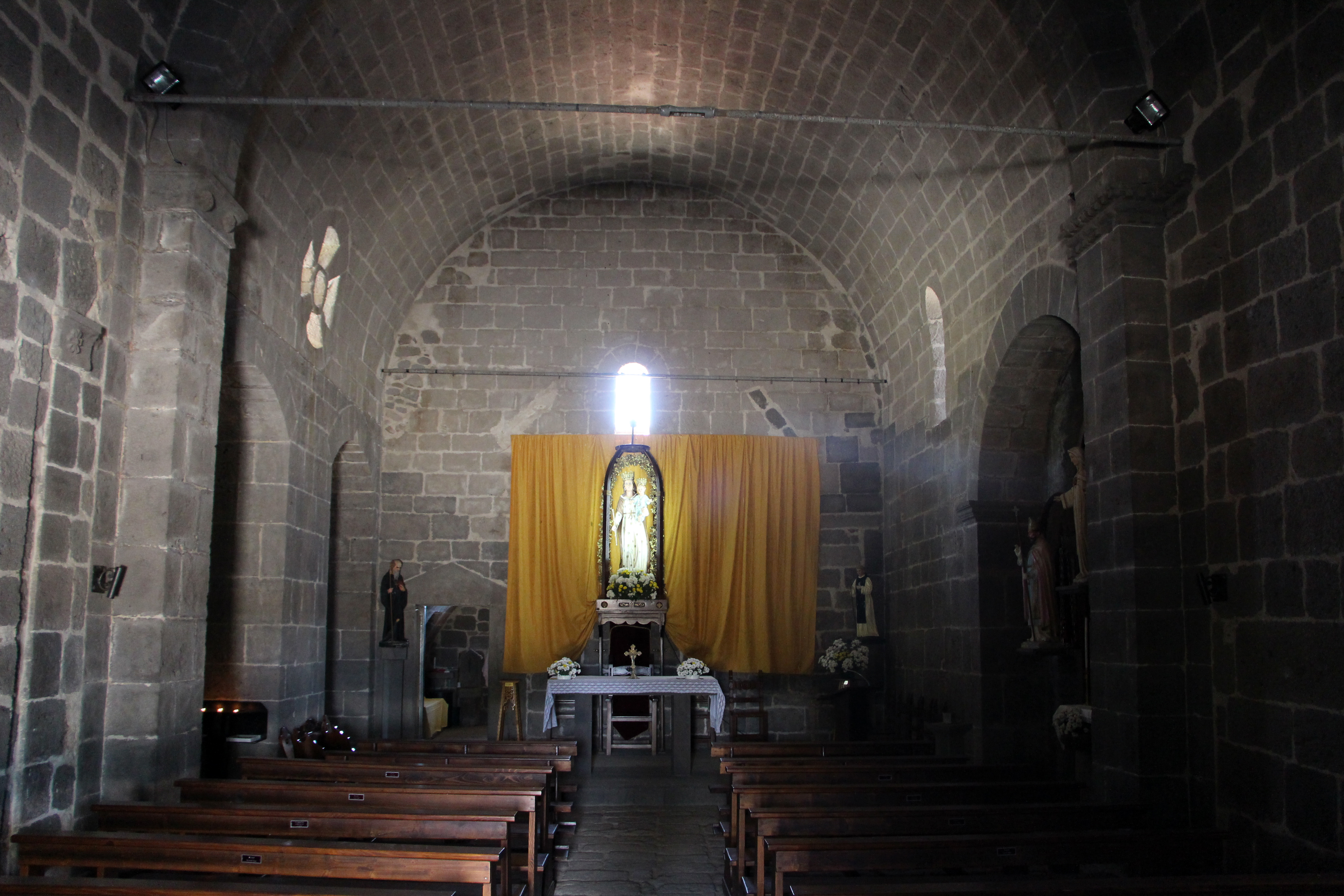